# سیارک ۲۱۹۱۵
سیارک ۲۱۹۱۵ (به انگلیسی: 21915 Lavins، نامگذاری:1999VE35) بیست و یک هزار و نهصد و پانزدهمین سیارک کشف شده‌است که در ۳ نوامبر ۱۹۹۹ کشف شد.
قدر مطلق سیارک برابر ۱۷.۰ است.